# Sincretismo ortodoxo
Sincretismo ortodoxo hace referencia a un movimiento religioso que aparentemente surge en Bosnia y Herzegovina como un intento de unificar a los pueblos de los Balcanes que habían estado separados e incluso en guerra por sus diferencias religiosas. Sin embargo a diferencia de otros movimientos que comprende el sincretismo, el ortodoxo ha optado por una proyección más global y variada (sin mucho éxito).
Los sincretistas ortodoxos defienden como norma máxima de su movimiento a la tolerancia, siendo así, un movimiento sin claras características ya que de este modo hay quienes practican la religión desde un ámbito monoteísta y otros desde uno politeísta. Los sincretistas ortodoxos han optado por este tipo de pensamiento para poderse adaptar con mayor facilidad a las diferentes sociedades.

## Historia
Sus seguidores aseguran que el origen del sincretismo ortodoxo se da en 1992 en Zenica por un grupo de seguidores de la ortodoxia serbia. Sin embargo, esta teoría resulta incomprobable al carecer de cualquier registro histórico que la sustente.
Su surgimiento se da poco tiempo después de la independencia de Bosnia y Herzegovina de la antigua Yugoslavia. Tras las crisis vividas en el país, sus fundadores buscan como objetivo la pacificación no solo de su nación sino del mundo. Es así, que este movimiento se declara independiente de toda otra religión, pero no plantea ninguna ideología que seguir, sino que se basa en la idea de que como humanos somos diferentes en nuestra manera de pensar, pero que como especie que somos debemos procurar el entendimiento y la preservación de la misma humanidad.
Al principio, al no poseer ninguna característica que realmente le diferenciara de otros credos, el movimiento fue confundido y parecía casi irrelevante. Sin embargo, poco tiempo después las personas que se van adhiriendo a este mezclan prácticas del islam y el cristianismo, principalmente.
La idea reunificadora transmitida por el movimiento va tomando poco a poco fuerza en los países de los Balcanes, es así que en 1999 se decide considerar como lengua litúrgica al serbocroata, más como simbolismo de unión que como requerimiento necesario para la pertenencia o propagación del movimiento.
Finalmente, para el siglo XXI, el movimiento se ha propagado por diversas naciones del mundo, sin ideas religiosas propias pero con un mensaje claro para la humanidad.

## Rituales
Si bien, el sincretismo ortodoxo no tiene claros rituales, hay ciertos acontecimientos que realizan todos sus miembros como acto de distinción de otros movimientos:
- Porte visible de objetos que representen su esencia: Todos los sincretistas ortodoxos portan de manera permanente diversos objetos a los que les dan gran valor y significado. Con ellos representan todo aquello que los define como la persona que son o aquello con lo que se definen. Son usuales los objetos que representen su nacionalidad, sus seres queridos y su dios o dioses.
- Números pares: Los sincretistas ortodoxos no suelen relacionarse con los números impares, es así que acostumbran portar sus objetos siempre en un número par y en sus reuniones religiosas suelen estar en grupos de 4, 16 o 20, especialmente.
- Manejo de las lenguas: Como modo de propagación y unificación, los sincretistas ortodoxos procuran manejar por lo menos 3 lenguas que sean de alta importancia en su contexto social.
- Ingreso a la religión por parte de un miembro: Un requisito indispensable para los sincretistas es que su ingreso al movimiento tiene que darse tras la aprobación de otro miembro que evalúa sus capacidades críticas y humanísticas. Sin embargo, el ingreso solo se da a través de la palabra sin ser necesario un ritual específico.

## Propagación
Los países en que el sincretismo ortodoxo tiene un amplio número de seguidores de mayor a menor son:
- Bosnia y Herzegovina
- Croacia
- Serbia
- Estados Unidos
- Montenegro
- Turquía
- Chipre
- Rumania
- Jordania
- Colombia
- Ecuador
- Irán